# 虚荣 (游戏)
《虚荣》是一款由Super Evil Megacorp为iOS、Android和PC研发的多人在线竞技游戏。
集高画质和战略深度于一体的移动MOBA

## 历史[2]
2012年2月，来自R星 ，拳头， 暴雪和Insomniac的游戏开发者资深人士在加利福尼亚州圣马特奥创建了Super Evil Megacorp而后为平板电脑设备开始了他们的第一款多人在线竞技（MOBA）游戏《虚荣》的开发 。
2014年9月在苹果公司发布的iPhone 6中亮相，以展示该手机的Metal图形API。
2014年11月正式发布IOS版本，在软启动 （页面存档备份，存于）超过半年之后，Android版本于2015年7月发布。
2018年2月13日推出5對5對戰模式。
2018年7月发布Mac和Microsoft Windows版本。

## 玩法
三个或五个玩家的两个对立团队通过控制基地之间的路径来战斗以消灭敌人，这些基地由炮塔排列并由AI控制的敌人生物守卫。在路径上，玩家争夺提供资源的控制点。
现在通过跨平台游戏，所有四个平台上的玩家可以同时进行游戏。

### 对线
游戏地图中的狭长路径。对线连接着敌对双方的基地，每支队伍的小兵将在其炮塔的保护下沿着这条路径前进。小兵是对线玩家获得金钱和经验的基本来源。对线还为英雄提供了庇护，在进入敌方炮塔攻击范围时，若无把握请要让小兵走在前面承受伤害，避免被敌方炮塔攻击，并且如果您此时攻击敌方英雄，敌方炮塔将立即攻击您。

### 炮塔
己方炮塔能从比赛早期就为您提供安全的战斗环境，尤其是在对抗非常积极进攻的敌人时。当您移动到敌方炮塔附近时，千万要留心，它们的攻击绝对是致命的。然而，如果您实在需要靠近敌方防御塔，请谨记以下规则。确保己方小兵走在您前面，让它们承受防御塔的伤害。如果您攻击敌方英雄，敌方炮塔将立即攻击您。

### 野区
游戏地图广布的曲折道路。野区怪物为野区玩家的金钱和经验来源，但野区怪物是中立生物，不效忠任何队伍，被击杀后会重新出现在相同位置上。在5v5模式中，野区中央河道的商店在战斗开始四分钟后将会出现，3v3模式则是在战斗开始后5分钟伴随金矿准时出现，野区商店便于双方队伍购买物品而不必返回基地购买。野区商店贩卖的物品与基地商店一致，玩家身处野区时应小心来自敌方队伍的偷袭。

### 水晶哨兵
先前的水晶矿兽在2.2版本更新后已更名为水晶哨兵，以免和金矿工混淆，并目只会重生三次。矿兽依然可以被击倒，但矿兽不再能被占领，也不拥有增强小兵的效果。在新版本中矿兽被赋予更强大的力量以保护在野区内受到敌方侵略的盟友。当它被敌方英雄击杀，它会给予给它最后一击的英雄一个持续BUFF。

### 金矿
队伍可以透过击杀矿工来直接获得黄金，己方队伍中的每一名英雄都将获得一份目前金矿中所累积的黄金。在15分钟时会被海怪克拉肯击败，且不会重生。

#### 海怪克拉肯
于3v3模式中出现，在战斗开始12分钟时会在原黄金矿工（金矿）位置出现并吃掉黄金矿工，捕获它将大大帮助推塔进程。当它被捕获，其头上的血条颜色将会变成本队的颜色，并且它会向着敌方基地前行，攻击敌方的建筑单位。其无法攻击玩家，但是血量厚，可以拖住对方英雄，具有很大价值。但其无法攻击英雄，只会对防御塔以及虚荣水晶造成伤害。其会在被消灭5分钟后重新复活于原位置上。

#### 暗爪
于五对五模式中现身。可以帮助玩家推塔，但仅限于中路。

#### 魔翼
于五对五模式中现身。可以赋予玩家铁壁。

## 游戏模式[3]
- 3V3匹配赛
- 5V5匹配赛
- 5V5排位赛
- 3V3排位赛
- 极限乱斗
- 闪电战
- 疾速闪电战
- 克隆战
- 极限乱斗
- 中路攻坚战

## 英雄
《虚荣》发布时有七位英雄：战警凯瑟琳，盲豹格雷，花妖佩兔，猫女柯思卡，醉枪手林戈，机枪索尔和天使奥达基。截至2019年12月18日（更新4.10版本时），虚荣共有55位英雄。
参考资料来源于
- 《虚荣》中国官网 （页面存档备份，存于）
- 虚荣Wiki(英文) （页面存档备份，存于）
- 《虚荣》游戏内

| 英雄称号   | 英雄名   | 发布版本 | 发布日期       | 位置 |
| ---------- | -------- | -------- | -------------- | ---- |
| 机枪       | 索尔     | 初始版本 | N/A            | 对线 |
| 醉枪手     | 林戈     | 初始版本 | N/A            | 对线 |
| 花妖       | 佩兔     | 初始版本 | N/A            | 指挥 |
| 猫女       | 柯思卡   | 初始版本 | N/A            | 打野 |
| 盲豹       | 格雷     | 初始版本 | N/A            | 打野 |
| 战警       | 凯瑟琳   | 初始版本 | N/A            | 指挥 |
| 天使       | 奥达基   | 初始版本 | N/A            | 指挥 |
| 鬼剑       | 骷髅     | 1.0.12   | 2014年7月15日  | 打野 |
| 机甲       | 朱尔     | 1.1.0    | 2014年9月24日  | 打野 |
| 隐狐       | 塔卡     | 1.1.2    | 2014年11月1日  | 打野 |
| 火龙       | 史卡夫   | 1.1.5    | 2014年12月9日  | 对线 |
| 护卫       | 亚丹     | 1.1.7    | 2015年1月30日  | 指挥 |
| 魔女       | 星乐斯   | 1.2.0    | 2015年2月26日  | 对线 |
| 音速       | 舞司     | 1.3.0    | 2015年4月1日   | 对线 |
| 魔狼       | 福彻斯   | 1.5      | 2015年5月27日  | 指挥 |
| 狂战士     | 罗娜     | 1.6      | 2015年6月29日  | 打野 |
| 战擎       | 丝凯伊   | 1.8      | 2015年9月3日   | 对线 |
| 鱼人       | 费恩     | 1.9      | 2015年9月29日  | 指挥 |
| 剑客       | 黑羽     | 1.11     | 2015年11月18日 | 对线 |
| 鹰眼       | 凯思卓   | 1.12     | 2015年12月8日  | 对线 |
| 冰法       | 莱姆     | 1.13     | 2016年1月11日  | 打野 |
| 灵猴       | 奥佐     | 1.14     | 2016年2月1日   | 打野 |
| 机械战姬   | 阿尔法   | 1.16     | 2016年3月29日  | 打野 |
| 古骑士     | 兰斯     | 1.18     | 2016年5月23日  | 指挥 |
| 金灯       | 莱拉     | 1.19     | 2016年6月20日  | 指挥 |
| 黑暗法师   | 萨缪尔   | 1.21     | 2016年8月15日  | 对线 |
| 星际战士   | 巴隆     | 1.22     | 2016年9月13日  | 对线 |
| 荒野牛仔   | 格温     | 1.23     | 2016年10月10日 | 对线 |
| 精灵闪光   | 弗利克   | 1.24     | 2016年11月7日  | 指挥 |
| 沙漠之鹰   | 伊德瑞   | 2.0      | 2016年12月14日 | 对线 |
| 大嘴怪     | 格兰卓   | 2.2      | 2017年2月28日  | 打野 |
| 巫毒师     | 巴蒂斯特 | 2.4      | 2017年4月24日  | 对线 |
| 圣骑士     | 格瑞斯   | 2.6      | 2017年6月20日  | 指挥 |
| 火焰法师   | 雷萨     | 2.7      | 2017年8月8日   | 对线 |
| 混沌行者   | 沃克尔   | 2.9      | 2017年10月11日 | 指挥 |
| 碧海歌姬   | 洛姬     | 2.10     | 2017年11月7日  | 指挥 |
| 风暴公主   | 瓦妮亚   | 2.11     | 2017年12月4日  | 对线 |
| 破碎重拳   | 托尼     | 3.1      | 2018年3月14日  | 打野 |
| 双面公主   | 梅兰尼   | 3.2      | 2018年4月14日  | 对线 |
| 剑圣       | 肯赛     | 3.3      | 2018年5月14日  | 对线 |
| 源动战士   | 基尼     | 3.4      | 2018年6月10日  | 对线 |
| 刀锋魅影   | 安卡     | 3.5      | 2018年7月9日   | 打野 |
| 银钉猎人   | 西弗尔   | 3.6      | 2018年8月8日   | 对线 |
| 全能战士   | 耶茨     | 3.7      | 2018年9月5日   | 指挥 |
| 森林守护者 | 伊娜     | 3.8      | 2018年10月17日 | 打野 |
| 奥术贤王   | 玛格纳斯 | 3.9      | 2018年12月12日 | 对线 |
| 荒野猎手   | 伊娃     | 3.10     | 2019年1月23日  | 打野 |
| 太极宗师   | 三丰     | 4.0      | 2019年2月13日  | 对线 |
| 神枪手     | 凯恩     | 4.2      | 2019年4月17日  | 对线 |
| 黑腕死神   | 里昂     | 4.3      | 2019年5月20日  | 对线 |
| 火箭小子   | 尼尔     | 4.4      | 2019年6月19日  | 对线 |
| 新月剑客   | 美惠     | 4.5      | 2019年8月8日   | 对线 |
| 远古恶魔   | 伊丝塔   | 4.6      | 2019年8月22日  | 对线 |
| 吟遊歌手   | 維奧拉   | 4.8      | 2019年10月23日 | 指揮 |
| 風暴之子   | 鴉       | 4.10     | 2019年12月18日 | 對線 |

## 反响
《虚荣》推出之后受到了广泛的好评，评论家们对于其游戏画面、角色和关卡的设计持积极评价态度，2018年改版後甚至被視為驚世之作。有评论家认为该游戏对于新人玩家的上手难度较高，相對的，成就感也更高。《卫报》将《虚荣》评为2014年度“最佳”iOS游戏。
根据游戏评价汇总类网站的汇总评分，《虚荣》得到了“整体较好”的评价。评论家们称赞了该游戏在画面、角色及关卡方面的设计，但同时也批评了该游戏缺乏团队沟通性。的评论员米奇·戴尔（Mitch Dyer）认为《虚荣》对于新手玩家是友好的，但的评论员马特·索尔（Matt Thrower）却不同意这种看法。《卫报》认为《虚荣》是2014年度“最佳”iOS游戏。《虚荣》同时是2015年苹果设计大奖十大获奖者之一。
的评论员马特·索尔认为《虚荣》相较于电脑平台上的多人在线竞技游戏，为了适应移动平台的应用而降低了对操作精确性的要求。 但是的米奇·戴尔却认为《虚荣》是多人在线竞技游戏的“按比例缩小而非缩减”，同时《虚荣》更不是《英雄联盟》或《Dota 2》的移动版。戴尔称赞了游戏角色和地图的细节，同时写道游戏中十个英雄角色都有“有趣”的设计，并且适合愉快地使用。索尔对于游戏的画面有着同样积极的评价。戴尔盛赞该游戏在iPad上的操作，但却觉得在iPhone 6 Plus上显得有些“拥挤”。的评论员福特认为《虚荣》的操作性是“完美”的，同时也称赞该游戏的新手教程是所有iOS平台中MOBA类游戏中最好的。他同时也认为《虚荣》的内购是“非常公平”的，而不是一款“付费就能赢”的游戏。

## 外部連結
- 官方网站
- 中国官网 （页面存档备份，存于）